# Fantastische literatuur
Fantastische literatuur is een verzamelnaam voor literatuur waarvan sommige elementen geen deel kunnen zijn van wat in de werkelijkheid bestaat. Subgenres van fantastische literatuur zijn fantasy, magisch realisme,  sciencefiction en sommige horrorgenres. Ook termen als Heinleins speculatieve fictie en  Todorovs fantastiek hebben betrekking op fantastische literatuur.
Aangezien of iets al dan niet als werkelijk mogelijk kan worden beschouwd afhankelijk is van de filosofische benadering die men aanhangt, is de inhoud van de term moeilijk precies te omlijnen. Zo is de Bijbel volgens sommigen fantastische literatuur, maar volgens anderen niet.
Daaruit volgt dat men iemands geloof kan afleiden uit de boeken die hij in zijn betoog over fantastische literatuur opneemt zijnde voorbeelden van vroegere realistische literatuur die later als fantastische literatuur kunnen worden beschouwd.